# 연회 (백제)
연회(燕會, ? ~ ?)는 백제 성왕(聖王) 때의 장군으로, 대성팔족(大姓八族) 중의 하나인 연씨(燕氏) 출신 귀족이다.

## 생애
540년(성왕 18) 9월, 성왕(聖王)의 명으로 고구려(高句麗)의 우산성(牛山城)을 포위했으나, 고구려의 안원왕(安原王)이 날쌔고 용맹한 기병 5천 명을 보내 백제군을 공격하게 하여, 연회는 이기지 못하고 달아났다.